# Usine du Baril
L'usine du Baril est une ancienne usine sucrière de l'île de La Réunion, département et région d'outre-mer français dans le sud-ouest de l'océan Indien.
Elle fait l'objet d'une protection au titre des monuments historiques.

## Situation
L'usine sucrière du Baril est située sur la côte sud-est de l'île de La Réunion, au bord de l'océan Indien, sur la commune de Saint-Philippe, au lieu-dit Le Baril.

## Histoire
L'usine est construite de 1861 à 1863, par Jacques-Henri Montbel Fontaine, ancien maire de Saint-Philippe.
La production sucrière s'arrête en 1887 et l'usine est transformée en féculerie de manioc en 1919. Elle est totalement abandonnée après les ravages causés par un cyclone en 1932.
Par arrêté du 11 juillet 2002, sa cheminée et son terrain d'assiette font l'objet d'une inscription au titre des monuments historiques.
Le 22 mars 2022, un nouvel arrêté qui se substitue au précédent élargit le périmètre de l'inscription à l'ensemble des vestiges de l'usine.